# Весела (Новосибірська область)
Весела (рос. Весёлая) — присілок у Сєверному районі Новосибірської області Російської Федерації.
Входить до складу муніципального утворення Біазінська сільрада. Населення становить 107 осіб (2010).

## Історія
Згідно із законом від 2 червня 2004 року органом місцевого самоврядування є Біазінська сільрада.

## Населення
| 1926 | 2002 | 2007 | 2010 |
| ---- | ---- | ---- | ---- |
| 464  | ↘126 | ↗127 | ↘107 |